# Fuirena squarrosa
Fuirena squarrosa är en halvgräsart som beskrevs av André Michaux. Fuirena squarrosa ingår i släktet Fuirena och familjen halvgräs. Inga underarter finns listade i Catalogue of Life.